# Kaële magazine
Pour les articles homonymes, voir Kaele.

Kaële magazine est un mensuel régional français d'informations générales (culture, société, économie, science) et frontalières, vendu en Haute-Savoie, Savoie, Ain, Jura et à Genève. 
Le premier numéro a paru le avril 2004. Début novembre 2016, le dernier numéro (131) a été édité. La société éditrice, MPK éditions, a cessé son activité fin décembre 2016. 